# Los grandes éxitos en español
Los Grandes Éxitos en Español – kompilacja zespołu Cypress Hill. Wydana została w 1999 roku. Zawiera wyłącznie hiszpańskojęzyczne wersje utworów z wydanych poprzednio albumów zespołu.

## Lista utworów
1. Yo Quiero Fumar
2. Loco En El Coco
3. No Entiendes La Onda
4. Dr. Dedoverde
5. Latino Lingo
6. Puercos
7. Marijuano Locos
8. Tu No Ajaunta
9. Illusiones
10. Muevete
11. No Pierdo Nada
12. Tequila
13. Tres Equis
14. Siempre Peligroso (feat Fermín IV)